# New Eagle
New Eagle är en ort i Washington County i delstaten Pennsylvania. Vid 2010 års folkräkning hade New Eagle 2 184 invånare.

## Kända personer från New Eagle
- Joe Montana, utövare av amerikansk fotboll